# Hotel a kavárna Slávia (Košice)

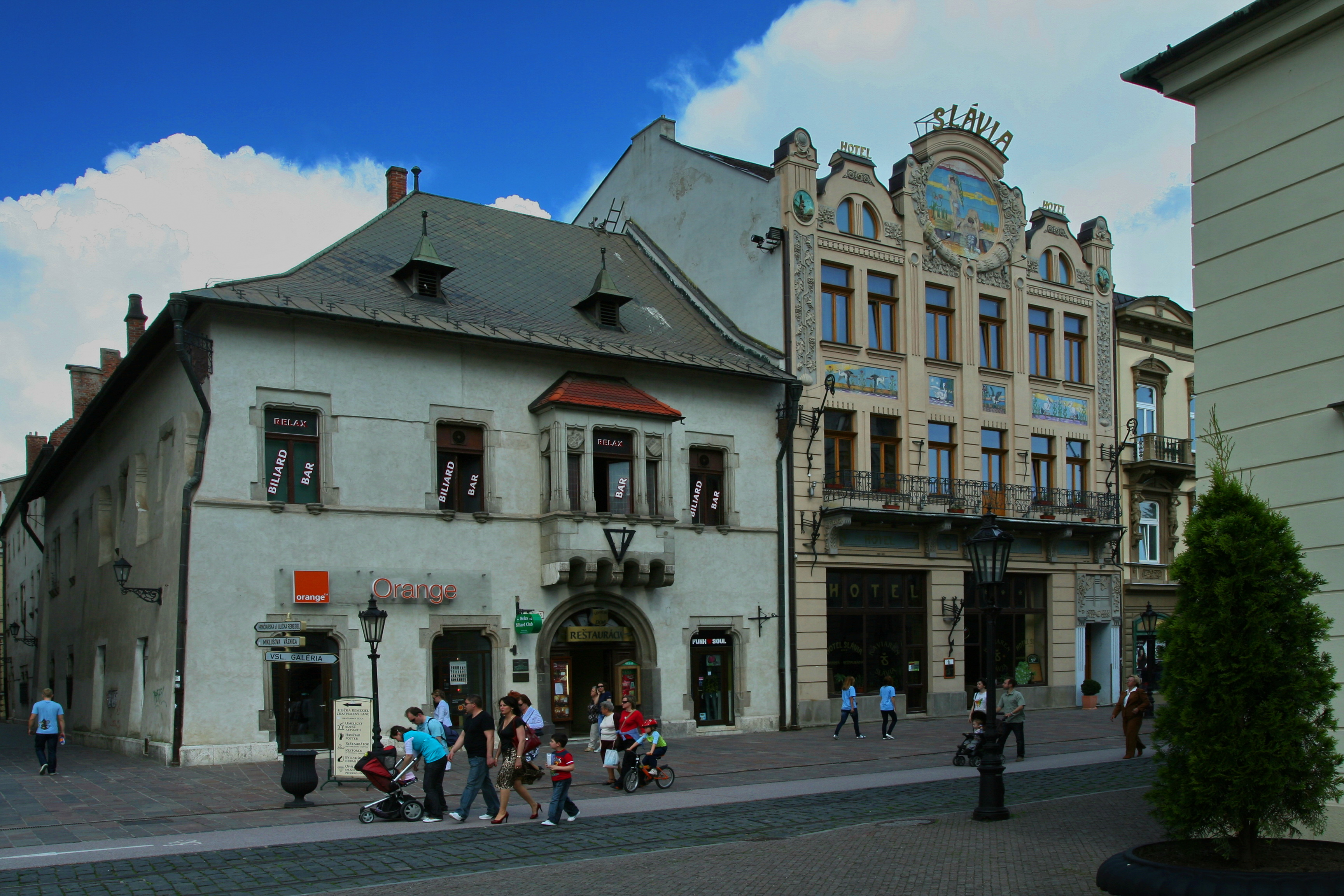
Kavárna Slávia (vpravo) s Levočským domem

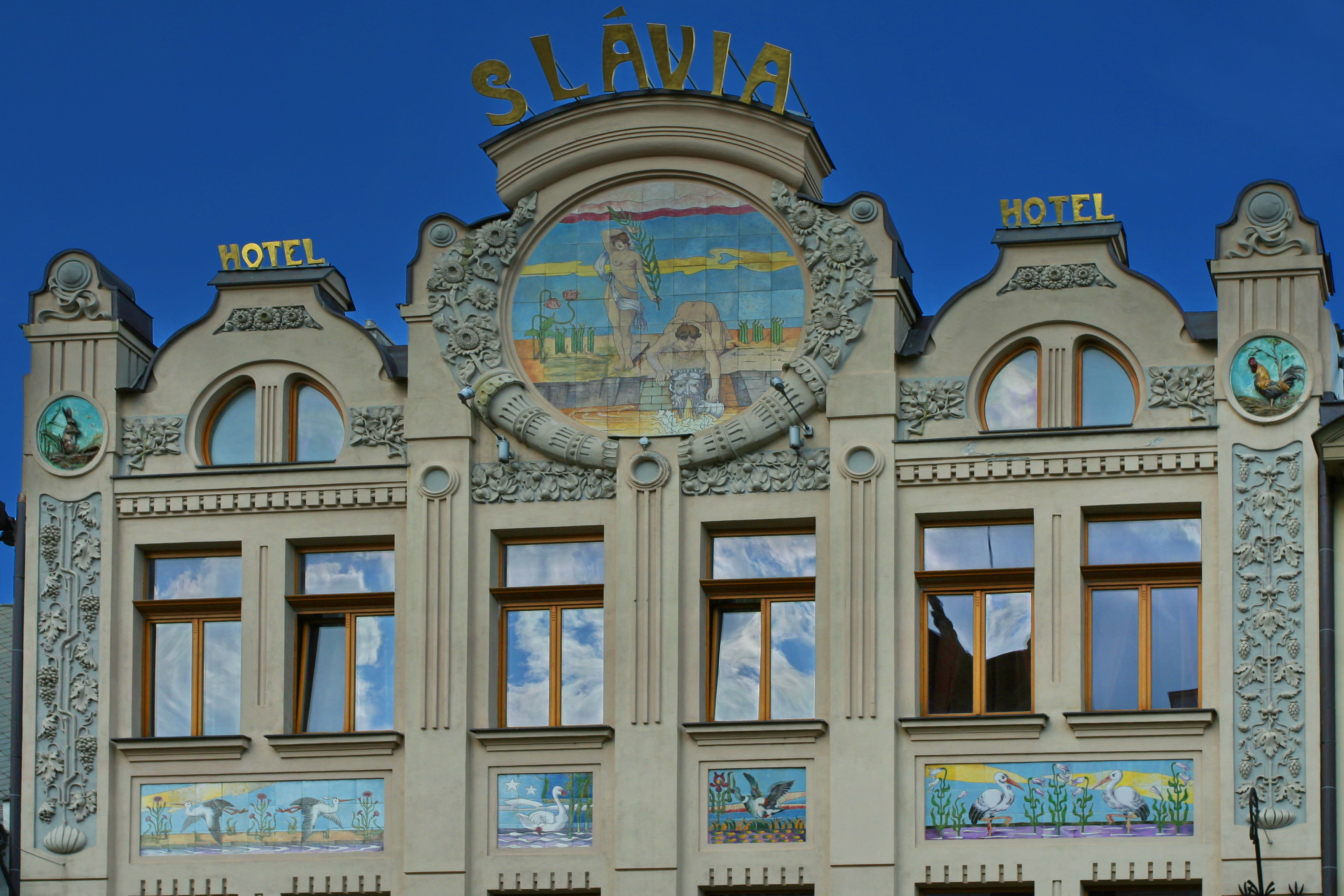
Ornamenty a malbami vyzdobená fasáda budovy

Hotel a kavárna Slávia (v minulosti Hotel a kavárna Savoy, Hotel a kavárna Royal, maďarsky Savoy-/Royal kávéház és szálloda) je secesní budova v Košicích, která stojí na Hlavní ulici 63 vedle Levočského domu a oproti budově Státního divadla.

## Historie
Před tím, než byla v roce 1900 postavena současná budova, zde stál jednopatrový měšťanský dům. Jelikož byl blízko Královského domu a sousedil s Levočským domem, kde bydleli městští kapitáni, pronajímal tento dům na začátku 17. století jeho majitel Eliáš Getzi armádě. Později budova vystřídala několik majitelů a na přelomu 18. a 19. století byl v jejím přízemí zřízen hostinec. Ve druhé polovině 19. století se novým majitelem stal Jozef Schiffbeck, který zde zřídil luxusní hotel.
V rodinném podniku krátce pokračoval i jeho syn Matěj, který však později začal budovu pronajímat a podnik začal upadat. Toho využil košický pivovarník Konštantín Bauernebl, který provozoval pivovar Bauernebl a syn. Hotel odkoupil a na jaře roku 1900 dal budovu zbourat.
Na jeho místě za krátký čas vyrostla moderní secesní budova s luxusní kavárnou v přízemí a dvěma patry bytů nad ní. Průčelí budovy se vyznačuje množstvím ornamentů i maleb - zejména výjevy z oblasti pivovarnictví. Mnozí odborníci považují tuto budovu za nejkrásnější secesní objekt ve městě.
V roce 1982 byla budova prohlášena za kulturní památku a později byla překlasifikována na národní kulturní památku. Začátkem 90. let prošla budova rozsáhlou rekonstrukcí, přičemž luxusní kavárna v přízemí i hotelové pokoje zůstaly zachovány. Budova se v očích široké veřejnosti stala známá i díky hudební relaci Slovenské televize Kaviareň Slávia, která se natáčí právě v interiérech této budovy.